# Bahnhof Leeuwarden
Der Bahnhof Leeuwarden ist der größte Bahnhof der niederländischen Stadt Leeuwarden sowie der Provinz Friesland. Der Bahnhof wird täglich von 7705 Personen (2024) genutzt. Er ist zentraler Knotenpunkt im städtischen ÖPNV. Am Bahnhof verkehren nationale Regional- und Fernverkehrszüge. Der Bahnhof ist Endpunkt aller dort verkehrenden Züge.

## Geschichte
Der Bahnhof wurde am 27. Oktober 1863 mit der Bahnstrecke nach Harlingen eröffnet. Die Verlängerung nach Groningen folgte 1866. 1868 ging die Verbindung Zwolle–Meppel–Heerenveen in Betrieb. Ihr heutiges Aussehen erhielt die Station 1904. 2000 wurde das Bahnhofsgebäude komplett renoviert und modernisiert.

## Streckenverbindungen
Im Jahresfahrplan 2025 verkehren folgende Linien am Bahnhof Leeuwarden:
| Zugtyp             | Linienverlauf                                                                                        | Frequenz                                                                                |
| ------------------ | --- | --------------------------------------------------------------------------------------- |
| Intercity          | Leeuwarden – Meppel – Zwolle – Amersfoort Centraal – Utrecht Centraal – Gouda – Den Haag Centraal    | stündlich                                                                               |
| Intercity          | Schiphol Airport – Amsterdam Zuid – Almere Centrum – Lelystad Centrum – Zwolle – Meppel – Leeuwarden | stündlich                                                                               |
| Sprinter           | Leeuwarden – Meppel – Zwolle – Lelystad Centrum                                                      | halbstündlich (fährt zwischen Leeuwarden und Zwolle abends und am Wochenende stündlich) |
| Sneltrein (Arriva) | Leeuwarden – Groningen                                                                               | halbstündlich                                                                           |
| Sneltrein (Arriva) | Leeuwarden – Sneek                                                                                   | stündlich (fährt nur in der HVZ)                                                        |
| Stoptrein (Arriva) | Leeuwarden – Sneek                                                                                   | stündlich (fährt nicht in der HVZ, nach 20 Uhr und sonntags)                            |
| Stoptrein (Arriva) | Leeuwarden – Sneek – Stavoren                                                                        | stündlich                                                                               |
| Stoptrein (Arriva) | Leeuwarden – Harlingen Haven                                                                         | 2× stündlich                                                                            |
| Stoptrein (Arriva) | Leeuwarden – Groningen                                                                               | halbstündlich                                                                           |